# Mihály Gábor
Mihály Gábor (Székelyhíd, 1942. szeptember 9. – ) Kossuth-díjas magyar szobrász.

## Életpályája
Középiskolai tanulmányait az Orosházi Táncsics Mihály Gimnáziumban végezte. Ezután a Dési Huber Körben tanult, ahol Laborcz Ferenc volt a mestere. 1969 és 1974 között a Magyar Képzőművészeti Főiskola hallgatója volt, itt mesterei Mikus Sándor és Somogyi József voltak.
Műveiről az artportal ezt írja:

„Köztéri és murális munkái a magyar történelem és az olimpiai gondolat megismertetését szolgálják. Sporttárgyú plasztikáin az erő, a dinamika jut kifejezésre. Polírozott kisbronzainak gyakori témája a sport, az ember és technika új viszonya (Új magvető, 1985). Reliefjein a síkok és a nagy, pozitív formák váltakozó ritmusa izgatja (Pannónia fríz, 1978, Zánka). Kővel, vassal, bronzzal dolgozik, a vörösréz lemezt maga munkálja meg. A Magyarország hírnevéért harangját 1997-től díjként adja ki. Mint a Sport a szobrászatban alapítvány szervezője, sokat tesz a NOB céljaiért is. 1999-ben a Százados úti művésztelepen létrehozta a Kék daru galériát és művészeti műhelyt, ahol kortárs kiállításokat szervez, kollégáival szimpóziumokat tart külföldi és hazai érdeklődőknek, tanítványainak.”

## Alkotásai
- Pannónia (Zánka, 1978)

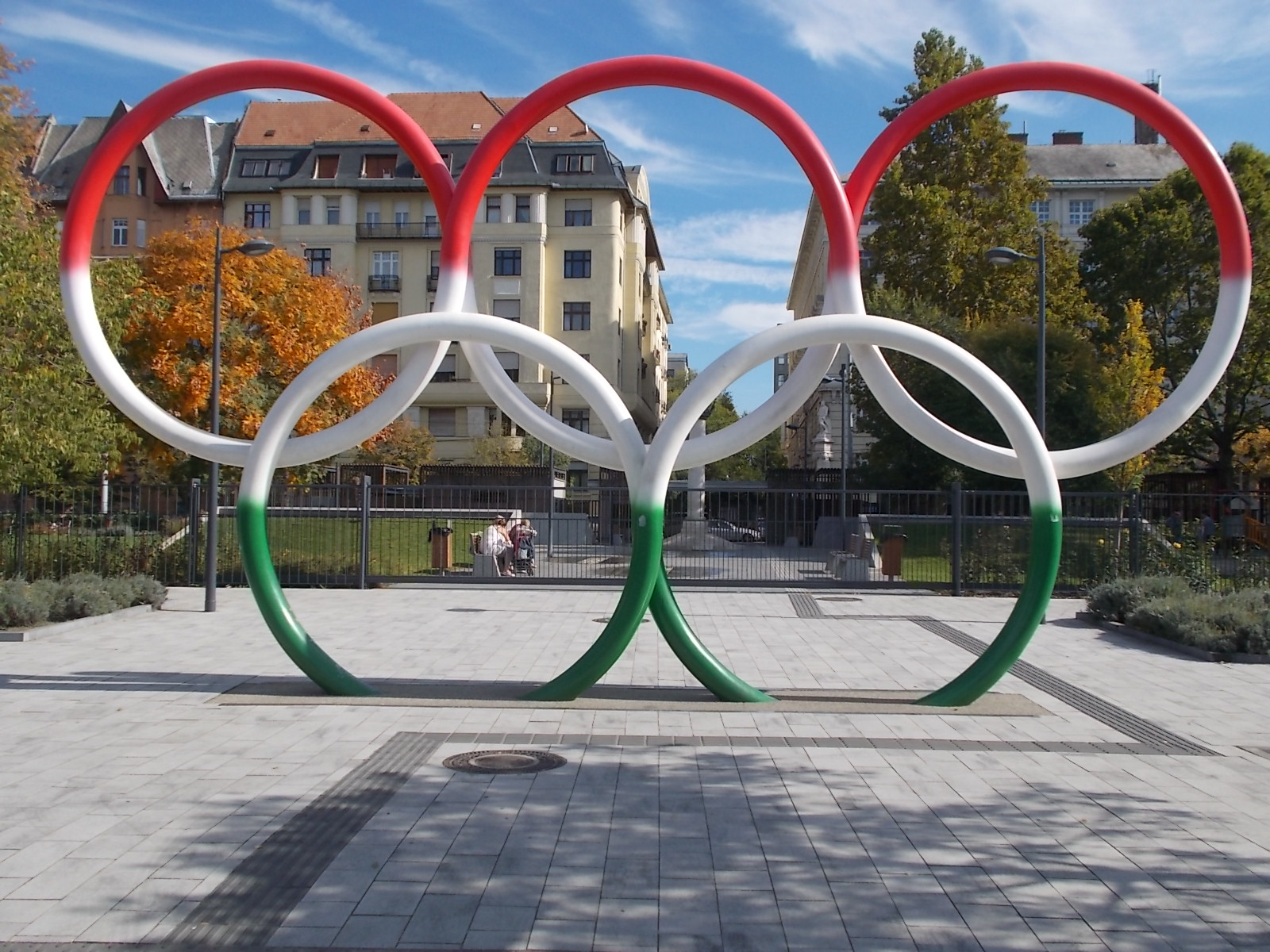
Talán legismertebb alkotása, a Szimbólum az Olimpiai Parkban

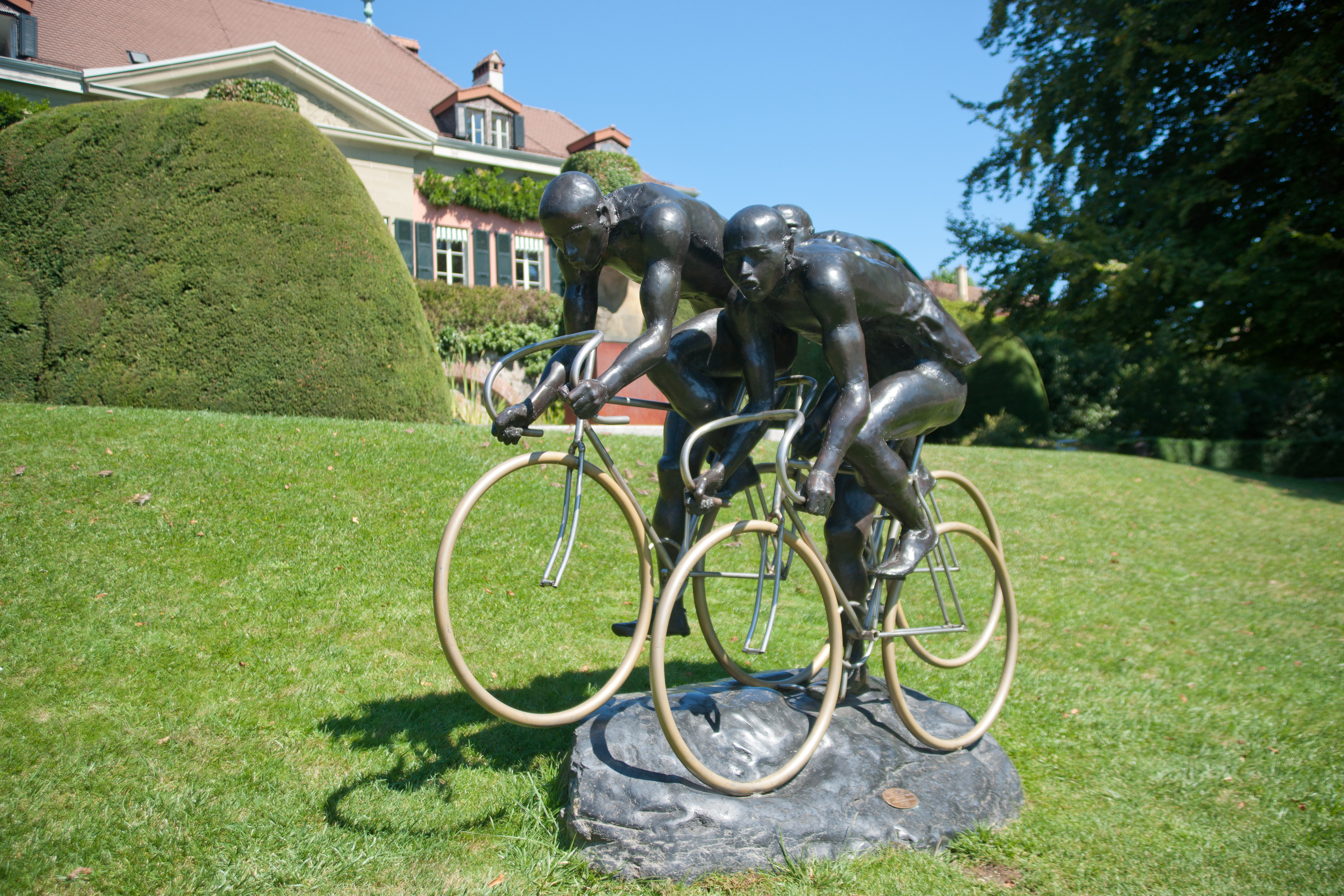
A ,,lausanne-i biciklisek"

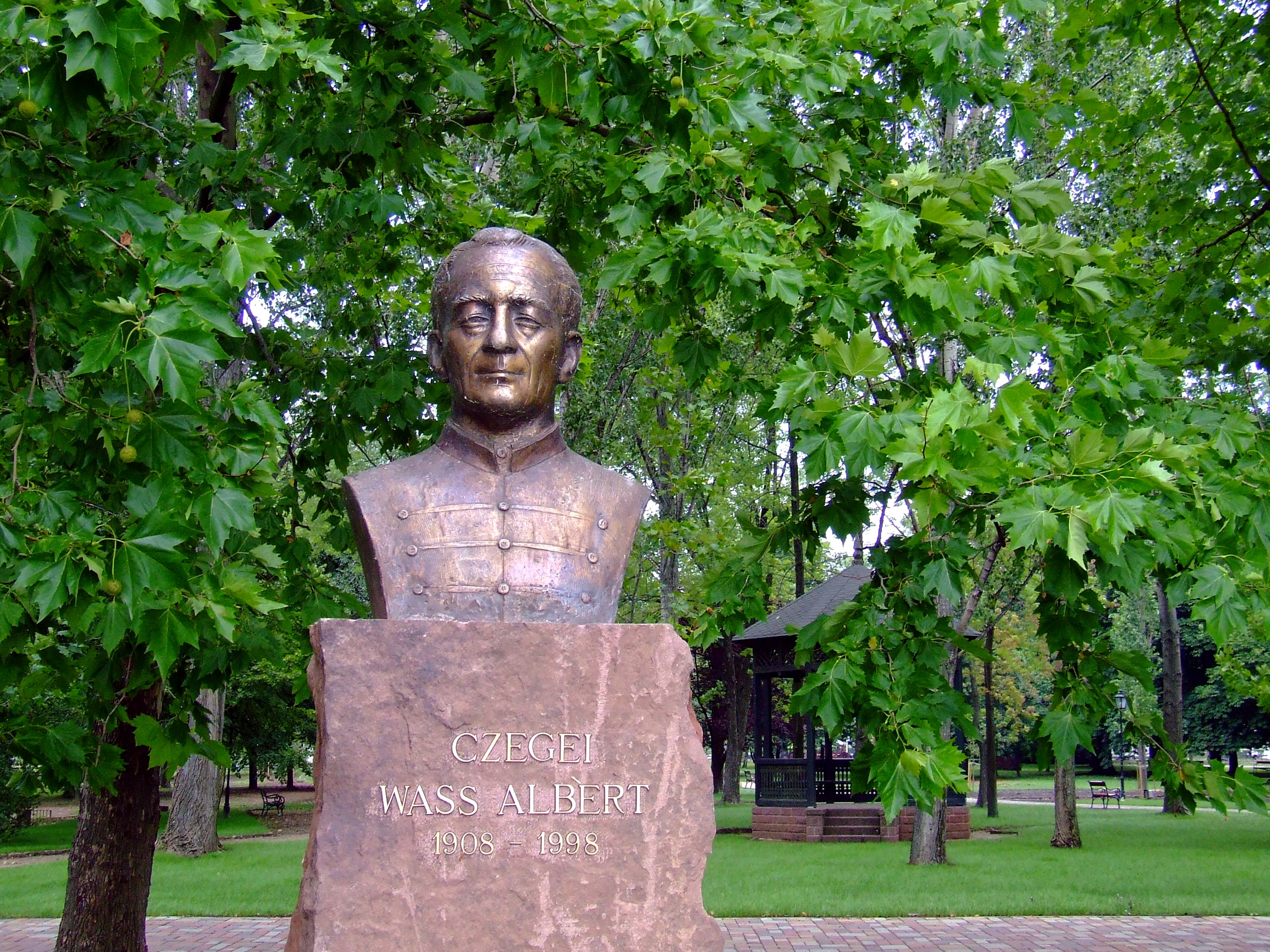
Wass Albert-mellszobor, Balatonalmádi

- Petőfi Sándor szobra (Kiskunhalas, 1978)
- Az ország első Úttörőháza emlékére (Budapest, 1981)
- Flamingók (Bonyhád, 1982)
- Csobogó (lebontott, Kiskunhalas, 2008 [1982])
- Flamenco (Budapest, 1983)
- Kapcsolatok (Csongrád, 1985)
- Olimpia (Cegléd, 1986)
- Kanyarulatok (Mogyoród, 1986)
- Jelszerű plasztika (Budapest, 1987)
- Dohánytermesztő (Csanádapáca, 1988)
- Fortuna-kút (Veszprém, 1988)
- Váth János (Balatonalmádi, 1990)
- Gróf Széchenyi István (Tata, 1990)
- Széchenyi István plakett (Békéscsaba, 1991)
- Második világháborús és 1956-os emlékmű (Kocsér, 1992)
- Berczelly Tibor (Budapest, 1992)
- Hepp Ferenc Dr. (Budapest, 1993)
- Olimpia - Kerékpározók (Lausanne, 1993)
- Ádám-Éva díszkút (Medgyesegyháza, 1993)
- Klebelsberg Kunó (Budapest, 1994)
- Pannónia aqua (Balatonalmádi, 1995)
- Olimpiai emlékhely (Budapest, 1996)
- Szent István király (Kocsér, 1996)
- Kovács Pál fejszobra (Budapest, 1996)
- Közlekedési balesetek áldozatainak emlékműve (Budapest, 1996)
- Szent László (Vésztő-Mágor, 1996)
- Sellők-díszkút (Balatonalmádi, 1997)
- Stojanovits Szilárd (Csorvás, 1998)
- Csók (Budapest, 1998)
- Sike András mellszobra (Budapest, 1999)
- Hegyesi János mellszobra (Vésztő-Mágor, 1999)
- Gonzeczky János-emlékmű (Mezőhegyes, 1999)
- Ayrton Senna (Mogyoród, 1999)
- Szent Korona (Balatonvilágos, 2000)
- Ezredéves emlék (Szarvas, 2000)
- Kozma Sándor mellszobra (Marcali, 2000)
- Németh Imre olimpiai bajnok kalapácsvető mellszobra (Budapest, 2000)
- Szent István-díszkút (Csorvás, 2000)
- Szent István megkoronázása (Tótkomlós, 2001)
- Kósz Zoltán mellszobra (ellopták/eltűnt, Budapest, 2001)
- A magyar labdarúgás szobra (Budapest, 2001)
- Vörösmarty Mihály-emléktábla (Orosháza, 2002)
- Hidegkuti Nándor síremléke  (Budapest, 2002)
- Bernard Charles Ecclestone (Mogyoród, 2003)
- A Hungaroring győztesei (Mogyoród, 2003)
- Ayrton Senna (Mogyoród, 2003)
- Damon Hill (Mogyoród, 2003)
- Nigel Mansell (Mogyoród, 2003)
- Alain Prost (Mogyoród, 2003)
- Pállya Celestin (Budapest, 2003)
- Horváth Barna-emlékmű (Szakcs, 2004)
- Bibó István mellszobra (Vésztő-Mágor, 2004)
- Kozma Sándor (Kőröshegy, 2005)
- 1956-os emlékmű (Várpalota, 2006)
- Vasvári Vilmos (Pilisszentlászló, 2006)
- Fernando Alonso (Mogyoród, 2006)
- Az 1956-os 'Érmihályfalvi csoport' emlékműve (Érmihályfalva, 2006)
- Mécsestartó nő szobra (Balatonvilágos, 2007)
- Szent László (Pilisszentlászló, 2007)
- Kettős portré (emlékoszlop) (Badacsonytomaj-Badacsonyörs, 2007)
- Wass Albert (Szarvas, 2007)
- Wass Albert (Balatonalmádi, 2008)
- Semsey Aladár domborműves emléktáblája (Budapest, 2008)
- Lewis Hamilton (Mogyoród, 2008)
- Kimi Räikkönen (Mogyoród, 2008)
- Tildy Zoltán-emlékhely (Tahitótfalu, 2008)
- dr. Andrássy Ernő (Érmihályfalva, 2008)
- Szent kő (Hegykő, 2008)
- Jenson Button (Mogyoród, 2009)
- Michael Schumacher (Mogyoród, 2009)
- Fráter Loránd (Érsemjén, 2009)
- Csaba királyfi (Budapest, 2010)
- Andorka Rudolf (Budapest, 2010)
- Marian Cozma (Veszprém, 2010)
- Ibsen (Békéscsaba, 2010)
- Sebastian Vettel (Mogyoród, 2011)
- Erzsébet királyné (Révkomárom, 2011)
- Szabó Kálmán (Budapest, 2011)
- Plósz Sándor domborműves emléktábla (Budapest, 2011))
- Frank Tamás-mellszobor (Mogyoród, 2012)
- Tildy Zoltán-emléktábla (Tahitótfalu, 2012)
- Jel a Golgota téri kápolna helyén (Budapest, 2013)
- Utassy József-síremlék (Rédics, 2013)
- ARC: Sohajda Zsolt (Budapest, 2013)
- Gyarmati (Hirják) Béla-emléktábla (Csanádapáca, 2014)
- Szimbólum (Budapest, 2014)
- Földművelők emlékműve (Orosháza, 2014)
- Kalkuttai boldog Teréz anya (Budapest, 2014)
- Bibó István-mellszobor (Orosháza, 2015)
- Olimpia - Kerékpározók (lebontott, Budapest, 2015)
- Kálvária tér nívódíja (Budapest, 2016)
- Gedeon József-emléktábla (Gyula, 2017)
- Arany János (Nagyvárad, 2017)
- Görgey Artúr (Révkomárom, 2018)
- Kézfogás (díj az Orosházi Orosházi Táncsics Mihály Gimnáziumban; Orosháza, 2019)
- Attila, hun király lovasszobra (Vác, 2020; Cser Károly nyomán)
- Olimpia - Kerékpározók (másolat, Békéscsaba, 2021) {3}

## Díjai, elismerései
- Kiskunhalas művészeti ösztöndíja (1978)
- Derkovits-ösztöndíj (1975-1979)
- Állami Ifjúsági Nívódíj(1977)
- Munkácsy-díj (1979)
- Gyermekekért Érdemérem (1985)
- A NOB (IOC, Nemzetközi Olimpiai Bizottság) művészeti díja (1991)
- A Magyar Érdemrend tisztikeresztje (2017)
- Kossuth-díj (2019)

## Egyéni kiállításai
- 1975 • Lila Iskola (Bujdosó Ernővel)
- 1977 • Kiskunhalas
- 1980 • Csorna
- 1982 • Bonyhád
- 1987 • Kernstok Terem, Tatabánya
- 1988 • Csongrád • München • Düsseldorf • Szeghalom
- 1992 • Olimpiai Park, Szöul
- 1993 • Olimpiai Múzeum, Lausanne
- 1997 • Brüsszel
- 1998 • Contact Point Hungary, Brüsszel • Társalgó Értelmiségi Klub, Budapest

## Részvétele csoportos kiállításokon (válogatás)
- 1975-1978 • Fiatal Képzőművészek Stúdiója Egyesület-kiállítások; Miskolc • Dunaújváros
- 1978 • Magyar szobrászat, Műcsarnok, Budapest
- 1989 • Szabadtéri szoborkiállítás, Salgótarján
- 1989-től Országos Kerámia Biennálé és Kisplasztikai Biennálék, Pécs
- 1991 • Budapesti Art Expo 1991, Budapest, Kőbánya
- 1995 • Sport a szobrászatban, szabadtéri kiállítás, Novotel Hotel parkja.

## Művei közgyűjteményekben
- Fővárosi Képtár, Budapest
- Közlekedési Múzeum, Budapest
- Magyar Nemzeti Galéria, Budapest
- Munkácsy Mihály Múzeum, Békéscsaba
- NOB Múzeum, Lausanne.